# Domiciano Cavém
Domiciano Barrocal Gomes Cavém (Vila Real de Santo António, 21 de Dezembro de 1931 — Alcobaça, 2 de janeiro de 2005) foi um futebolista português que jogou no Sport Lisboa e Benfica, de 1955/1956 a 1969/1970, onde conquistou vários títulos de campeão nacional e da Taça de Portugal. Atuou, inicialmente, como extremo-esquerdo, depois como médio, e finalmente, como defesa-direito. Foi bicampeão europeu pelo Benfica, em 1961 e 1962, e jogou nas finais de 1963 e 1965. Foi 18 vezes internacional de 1957 a 1965, marcando 5 golos. Apesar dos raros golos, Cavém, marcou um golo decisivo na final de Taça dos Campeões Europeus de 1961-62, contra o Real Madrid.

## Carreira
Nascido em Vila Real de Santo António, Cavém era filho do jogador de futebol e gerente Norberto Cavém (nascido em 1904), sendo treinado por seu pai no time da cidade Lusitano VRSA. Ele assinou com o SL Benfica em 1955, onde se apresentou ao lado do irmão Amílcar.
Durante seu período de 14 anos como jogador do Benfica, Cavém gradualmente se tornou um jogador mais defensivo. Na temporada 1958-59, ele marcou 21 gols, essa foi a melhor marca de sua carreira, ajudando-os a vencer o campeonato nacional e a Copa de Portugal contra o FC Porto, ele marcou o gol mais rápido da competição, depois apenas 15 segundos para uma eventual vitória por 1-0.
Cavém esteve presente em quatro das cinco finais da Liga dos Campeões jogadas pelo Benfica nos anos 60, ganhando as edições de 1961 e 1962 e marcando o último gol contra o Real Madrid (5-3).  Ele se aposentou profissionalmente em 1969, com 37 anos.

## Carreira Internacional
Cavém jogou 18 partidas com Portugal e marcou cinco gols. Ele fez sua estréia em 8 de abril de 1956 em uma derrota amistosa 0-1 contra o Brasil, sua última aparição foi contra o mesmo adversário em 24 de junho de 1965 (0-0).
Cavém apareceu uma vez na campanha de qualificação pra Copa do Mundo de 1966, na vitória por 2 a 1 sobre a Romênia na capital portuguesa. Ele foi negligenciado na convocação pra Copa do Mundo, quando a equipe portuguesa terminou em terceiro lugar.

## Pós-aposentadoria
Depois de se aposentar, Cavém embarcou em uma carreira de técnico, com pouco sucesso. Em seguida, ele se estabeleceu em Alcobaça, morrendo em 12 de janeiro de 2005 no hospital de Leiria após uma batalha contra a doença de Alzheimer; ele tinha 72 anos.

## Títulos
Benfica
- Primeira Liga: 1956-57, 1959-60, 1960-61, 1962-63, 1963-64, 1964-65, 1966-67, 1967-68 e 1968-69
- Taça de Portugal:  1956-57, 1958-59, 1961-62, 1963-64 e 1968-69
- Liga dos Campeões:  1960-61 e 1961-62

## Referência
1. ↑  FIFA.com (2 de maio de 2012). «Matéria sobre a final entre Benfica x Real Madrid». FIFA.com (em inglês)